# Jorge Robles Robles
Jorge Robles Robles (Mulchén, 10 de enero de 1930-desaparecido desde el 18 de octubre de 1973) fue un comerciante chileno, considerado como detenido desaparecido luego de su detención en Los Ángeles el 18 de octubre de 1973. Dado que no poseía ninguna afiliación política, y era el regente de un bar gay en la ciudad, se ha considerado que su desaparición tendría características homófobas.

## Biografía
Nació en Mulchén el 10 de enero de 1930, siendo su madre Uberlinda Robles Díaz. Era abiertamente gay y no ocultaba su orientación sexual, razón por la cual también fue apodado de forma peyorativa como «el maricón Jorge». Medía 1,86 m y solía vestir de negro, luciendo anillos de oro en sus manos.
A mediados de la década de 1960 instaló un local nocturno en la calle Janequeo de Los Ángeles, convirtiéndose en el primer recinto en la ciudad destinado a personas LGBT; posteriormente se trasladó a la calle Camilo Rodríguez en el sector de Villa Hermosa, en donde también poseía su casa. Entre sus empleados se encontraban «La Enriqueta», «El Lalo», «El Iván» o «El Palmenio», y habitualmente se realizaban en el local espectáculos de transformismo por personas travestis o trans, a los cuales asistían personas de todo tipo, incluidos políticos y autoridades de la época. Tras el golpe de Estado del 11 de septiembre de 1973, producto del toque de queda, el local continuó operando pero debió modificar sus horarios de funcionamiento.
El 18 de octubre de 1973 Robles fue detenido en su domicilio en Los Ángeles por agentes de la Policía de Investigaciones de Chile y trasladado al cuartel de la ciudad. Según testimonios recogidos en el Informe Rettig (1991), habría sido liberado durante el horario del toque de queda y posteriormente fue muerto por militares del Destacamento de Montaña n.º 17 "Los Ángeles", quienes habrían sepultado su cuerpo en un fundo cercano, y se presume que su cuerpo habría sido retirado durante la Operación Retiro de Televisores.
Su nombre fue incluido en el informe de la Comisión Nacional de Verdad y Reconciliación, elaborado entre 1990 y 1991 y que reúne casos de violaciones a los derechos humanos durante la dictadura militar; en él se establece que su desaparición se debe a su detención por agentes del Estado y su permanencia en un recinto policial.
El caso de Jorge Robles fue mencionado por el escritor Roberto Bolaño en su libro póstumo Entre paréntesis, publicado en 2004 y en el cual se incluyen, entre otros textos, recuerdos de su regreso a Chile en septiembre de 1973 (para trabajar en la Editora Nacional Quimantú) y el retorno a Los Ángeles, ciudad donde vivió entre 1965 y 1968. Si bien no recuerda el nombre de Robles, menciona su desaparición:

... me dijeron que el único homosexual del pueblo, cuyo nombre he olvidado pero que no por ésas era el único, lo había ido a buscar un grupo de soldados, clientes suyos de toda la vida, se lo habían llevado a la orilla de un río y lo habían matado. A partir de ese momento Los Ángeles estaba liberado de maricones. Ahora todos eran valientes, nadie lloraba, todos eran puros corazones.
Roberto Bolaño, Entre paréntesis.